# 모렐로스주

모렐로스 주

모렐로스주(스페인어: Morelos)는 멕시코 중남부에 위치한 주로 주도는 쿠에르나바카이며 면적은 4,879km2, 인구는 1,819,892명(2012년 기준), 인구 밀도는 370명/km2이다. 1869년 4월 17일에 신설되었으며 33개 지방 자치체를 관할한다. 북동쪽과 북서쪽으로는 멕시코주, 북쪽으로는 멕시코시티(연방구), 동쪽으로는 푸에블라주, 남서쪽으로는 게레로주와 접한다.

주기
주 문장

## 인구
| 연도 | 인구      | ±%     |
| ---- | --------- | ------ |
| 1895 | 159,123   | —      |
| 1900 | 160,115   | +0.6%  |
| 1910 | 179,594   | +12.2% |
| 1921 | 103,440   | −42.4% |
| 1930 | 132,068   | +27.7% |
| 1940 | 182,711   | +38.3% |
| 1950 | 272,842   | +49.3% |
| 1960 | 386,264   | +41.6% |
| 1970 | 616,119   | +59.5% |
| 1980 | 947,089   | +53.7% |
| 1990 | 1,195,059 | +26.2% |
| 1995 | 1,442,662 | +20.7% |
| 2000 | 1,555,296 | +7.8%  |
| 2005 | 1,612,899 | +3.7%  |
| 2010 | 1,777,227 | +10.2% |
| 2015 | 1,903,811 | +7.1%  |
| 2020 | 1,971,520 | +3.6%  |